# Internierungslager Brens
Das Internierungslager Brens wurde 1939 noch unter der Regierung von Édouard Daladier geplant und dann während des Drôle de guerre auf einem Gelände in der Gemarkung der Gemeinde Brens im Département Tarn errichtet. Es war während seiner fünfjährigen Existenz Flüchtlingslager, Internierungslager für Juden und schließlich ein Internierungslager nur für Frauen.

## Planung und Errichtung des Lagers
Am 16. Oktober 1939 beschlagnahmte der Präfekt des Département Tarn ein Grundstück in Brens, das nur durch den Tarn von der Gemeinde und Bahnstation Gaillac getrennt war. Auf diesem in einem Tarnbogen gelegenen Gelände, bekannt auch als Les Rives, entstanden etwa 20 Baracken für ein Centre d’accueil pour réfugiés (Aufnahmezentrum für Flüchtlinge), in dem ursprünglich französische Flüchtlinge aus Nordfrankreich hätten untergebracht werden sollen.:S. 48
Das Lager befand sich auf einem Gelände zwischen den heutigen Gebäuden in der Rue des Rives 350. (Lage) und der Route de Lavaur, an der sich heute ein Gedenkstein zur Erinnerung an das Lager befindet. (Lage)
Während der Zeit seines Bestehens lassen sich für das Lager Brens vier unterschiedliche Nutzungsphasen unterscheiden. Nach dem Waffenstillstand von Compiègne (1940) kam im unbesetzten Teil Frankreichs das Vichy-Regime an die Macht, das mit den deutschen Besatzern kollaborierte. Durch dessen im Oktober 1940 erlassene judenfeindlichen Gesetze wandelten sich die Internierungslager, die zuvor primär der Kontrolle von „feindlichen Ausländern“ dienten beziehungsweise als Stätten zu deren Ausbeutung als billige Arbeitskräfte, zu „Vorzimmern des Todes“, von denen aus die Deportationen in die deutschen Vernichtungslager starteten.:S. 13 f.

## Die vier Lagerphasen

### Phase 1: Das Flüchtlingslager
Ab dem 15. Mai 1940 nahm das Lager fast tausend belgische, spanische und polnische Flüchtlinge auf, die vor der vorrückenden deutschen Wehrmacht während des Westfeldzugs geflohen waren. Die APSICBR präzisiert diese Angaben dahingehend, dass es sich um fast tausend belgische Flüchtlinge, etwa dreißig Spanier aus der Besatzungszone und ganze Familien polnischer Flüchtlinge gehandelt habe. Nach dem Waffenstillstand von Compiègne (1940) am 22. Juni 1940 ging im Laufe des Sommers 1940 die Belegung des Lagers zurück. Eggers nennt in dem Zusammenhang ausschließlich die belgischen Flüchtlinge, die repatriiert worden seien, wodurch das Lager dann leer gestanden habe.:S. 104 Es sei aber noch als Demobilisierungszentrum für französische Soldaten genutzt worden.

### Phase 2: Internierungslager für ausländische Juden
Die zweite Lagerphase in Brens beginnt im Herbst 1940. Im Oktober erteilte der Präfekt von Toulouse der dort ansässigen Union des Sociétés de Bienfaisance israélités (Union der israelitischen Wohltätigkeitsgesellschaften) die Genehmigung, in Brens die in Toulouse „gestrandeten mittellosen ausländischen Juden unterzubringen“.:S. 105 „Gestrandet“ waren sie in Toulouse auf der Flucht vor den Nazis, und ab November wurden sie nach Brens gebracht. Am 9. Januar 1941 lebten dort 1.650 jüdische Menschen, darunter etwa 400 Kinder,:S. 105 von denen die Hälfte polnischer Herkunft gewesen sei.
Über die Lagersituation sind die Informationen widersprüchlich. Während die APSICBR von einem mit Stacheldraht umgebenen Lager spricht, das zu verlassen den Insassen seit Januar 1941 verboten gewesen sei, gab es nach Eggers keinen Stacheldraht, und die Insassen hätten weiterhin die Möglichkeit gehabt, in Gaillac einzukaufen, was dort aber auf Widerstand gestoßen sei. „Die Einwohner von Gaillac beschuldigten die Lagerbewohner, die Läden leerzukaufen und die Preise in die Höhe zu treiben.“ Die Polizei von Gaillac habe deshalb verboten, den Lagerinsassen Waren zu verkaufen, und eine aus demobilisierten Soldaten gebildete Bürgerwehr habe den ins Lager zurückkehrenden Menschen am Eingang ihre Einkäufe abgenommen.:S. 105
Während andernorts das Vichy-Regime vorgab, Modelllager einrichten zu wollen (so in Saliers), gab es in Brens seitens der jüdischen Hilfsorganisationen Bestrebungen, das Lager zu einem Centre d’accueil modèle (modellhaften Auffangzentrum) zu machen. „Es gibt eine Kindergrippe, einen Kindergarten, Schulunterricht für die größeren Kinder, eine gut geheizte und voll ausgestattete Krankenbaracke. Nur die Ernährung ist, wie in allen anderen Lagern, mengenmäßig unzureichend.“:S. 105 Teilweise völlig anders stellt das dagegen die APSICBR dar. Nach ihr herrschten im Lager schwierige materielle und moralische Bedingungen. Es sei überfüllt gewesen, und es habe Promiskuität geherrscht, Kleidung und Schuhe hätten gefehlt, ebenso Trinkwasser und Milch für die Kinder. Es habe keine Krankenstation gegeben, der vor allem die Kinder bedürft hätten. Im Februar 1941 hätten sich aufgrund dieser Bedingungen 150 Lagerinsassen zur Flucht entschlossen.
Diese zweite Phase des Lagers endete Mitte Februar 1941. Die Behörden veranlassten die Schließung des Lagers. Die alten Leute – nach der Fondation pour la mémoire de la déportation (FMD) 60 Personen – wurden nach Noé transferiert, die Familien mit Kindern nach Rivesaltes (793 Personen laut FMD), die Alleinstehenden am 4. März in das Camp de Gurs. „Am 5. März 1941 ist das Lager leer. Die Innenverwaltung hält es in Reserve.“:S. 106 Die APSICBR spricht zusätzlich von Überführungen in das Camp du Récébédou in Portet-sur-Garonne.

### Phase 3: Das Internierungslager für Frauen
Die dritte Phase des Lagers in Brens begann am 31. Dezember 1941. An dem Tag gab der Präfekt des Departements Tarn bekannt, dass das Lager in Brens künftig als Camp de Concentration fortgeführt werde. Concentration meinte in dem Zusammenhang die Konzentrierung der Flüchtlinge in bestimmten Lagern, nicht aber deren Vernichtung, wie es der deutsche Begriff Konzentrationslager nahelegt.:S. 40
Für seine neue Funktion wurde das Lager von vorher 20 auf nun nur noch 8 Baracken stark verkleinert, wobei auch dieser Bereich wieder mit Stacheldraht umzäunt wurde. Nach Peschanski betrug die Kapazität des Lagers nun 572 Plätze, doch sei es in der Folgezeit nie zur vollen Auslastung dieser Kapazität gekommen. Der Höchststand wurde im April 1943 mit 458 Personen erreicht.:S. 575 Die APSICBR geht davon aus, dass in dieser dritten Lagerphase insgesamt 1.150 Häftlinge das Lager passiert hätten.
Ein Behördenrundschreiben vom Januar 1942 bestimmte Brens als Unterbringungsort für „gefährliche Ausländerinnen“.:S. 78 f. Entsprechend dieser neuen Bestimmung wurden am 14. Februar 1942 320 Frauen und 26 Kinder aus dem nach diesem Transfer aufgelösten Camp de Rieucros nach Brens verlegt. Die Gruppe sei sehr kosmopolitisch gewesen (eine „population cosmopolite“) und habe zu 75 % aus Ausländerinnen mit ca. 15 unterschiedlichen Nationalitäten bestanden. Unter ihnen waren kommunistische Aktivistinnen, Gewerkschafterinnen; verdächtige Flüchtlinge (in der Mehrzahl deutsche und polnische Jüdinnen), revoltierende Spanierinnen aus dem Internierungslager Argelès-sur-Mer, Prostituierte und Frauen, die aus „anderen Gründen“ interniert worden waren. Eine demgegenüber etwas anders akzentuierte Übersicht findet sich bei Peschanski, der polizeiliche Lagerakten auswerten konnte:S. 5:
|                     | aus politischen Gründen Internierte | wegen allgemeiner Rechtsverstöße Internierte | wegen Wirtschafts- verbrechen Internierte | Gesamt |
|                     | %                                   | %                                            | %                                         | %      |
| In der Gesamtheit   | 45                                  | 36,5                                         | 8                                         | 100    |
| Nach Nationalitäten |                                     |                                              |                                           |        |
| Französinnen        | 37                                  | 43                                           | 16,5                                      | 100    |
| Deutsche            | 63,5                                | 10,5                                         | 0                                         | 100    |
| Spanierinnen        | 61                                  | 27                                           | 2                                         | 100    |
| Italienerinnen      | 32,5                                | 35                                           | 8,5                                       | 100    |
| Polinnen            | 35,5                                | 53                                           | 3,5                                       | 100    |

Auffallend ist, dass Deutsche und Spanierinnen überdurchschnittlich häufig aus politischen Gründen interniert waren, die Polinnen dagegen wegen allgemeiner Rechtsverstöße. Auch die Französinnen sind in dieser Gruppe überdurchschnittlich häufig zu finden, aber auch unter denen, die wegen wirtschaftlicher Vergehen interniert waren. Nach Peswchanski waren die Polinnen, die behördlicherseits nicht von den Maßnahmen gegen Angehörige feindlicher Mächte betroffen waren, vor allem wegen Diebstahls und Prostitution interniert.:S. 5 Gilzmer spricht in Bezug auf die Prostituierten im Lager vom Ergebnis einer „reaktionären Politik“ des Vichy-Regimes zur Gewinnung „der Kontrolle über den Körper der Frau“, als deren Folge „im September 1942 37 Prostituierte der Stadt Toulouse kollektiv interniert wurden“. Deren Zahl habe kontinuierlich zugenommen, so dass im April 1943 ein Drittel der Lagerpopulation aus Prostituierten bestanden habe.:S. 49 Nach der APSICBR sorgte das Vichy-Regime bewusst dafür, dass das Frauen-Internierungslager als Prostituierten-Lager in Verruf geriet. Dieses Vorurteil habe sich bis heute gehalten.
Am 21. Juli 1943 habe der Generalsekretär der Vichy-Polizei die Regionalpräfekten der südlichen Zone darüber informiert, dass männliche gefährliche Nomaden in das Internierungslager Fort-Barraux gebracht werden müssten, deren Frauen aber nach Brens.
Die aus politischen Gründen internierten Frauen seien sehr zahlreich vertreten und bestrebt gewesen, von den anderen Internierten getrennt zu werden. Diesem Wunsch sei am 27. März 1943 entsprochen worden. Nachdem im September 1943 (FMD: Dezember 1943) die Prostituierten – nach Gilzmer 69 Frauen:S. 49 – aus dem Lager entlassen wurden, stellten die Politischen die Mehrheit der Lagerinsassinnen. Ihre Zahl habe stark zugenommen durch den großen Zustrom von Widerstandskämpferinnen oder Frauen, die ihre Missbilligung gegenüber der deutschen Besatzung und dem Vichy-Regime zum Ausdruck gebracht hatten.
Bekannte internierte Frauen in Brens waren:
- Dora Schaul. Sie gehörte zu den Frauen, die im Februar 1942 aus dem Camp de Rieucros nach Brens verlegt wurden. Im Juli 1942 gelang ihr die Flucht aus Brens. Danach schloss sie sich der Résistance an.[12]
- Betty Rosenfeld kam ebenfalls über Rieucros nach Brens. Sie hatte als Krankenschwester den Internationalen Brigaden angehört und wurde am 7. August 1942 ins Camp de Gurs verlegt. Von hier aus führte ihr Weg über Oloron-Sainte-Marie und das Sammellager Drancy nach Auschwitz.
- Charlotte Minna Rosenthal (auch Liselotte, 1905–1942). Die Pianistin[13] kam über das Camp de Gurs nach Brens und wurde von hier über Rivesaltes nach Drancy transportiert. Von dort erfolgte mit dem Transport Nr. 37 am 25. September 1942 ihre Deportation nach Auschwitz.[14]

Die APSICBR geht von etwa 80 jüdischen Frauen im Lager Brens aus. Ihre Anwesenheit im Lager sei meist nur kurz gewesen, da sie von hier aus wieder in andere Lager verlegt worden seien. Die FMD gebraucht in dem Zusammenhang den Begriff „Centre de triage“. Bekannte Verlegungen waren:
- 8. Juni 1942: Transfer von drei Frauen in das Camp de Gurs
- 8. Juli 1942: Transfer von drei Frauen in das Internierungslager Récébédou

Diese 6 Frauen wurden am 8. Dezember 1942 nach Auschwitz deportiert, während die Verlegungen aus Brens fortgesetzt wurden.
- 26. August 1942: Überführung von 31 Frauen in das Lager in Saint-Sulpice-la-Pointe[6]
- 22. September 1942: Abreise von 14 Internierten.[9]:S. 6[15] Bei Gilzmer heißt es, diese Frauen seien über Toulouse in das Transitlager Rivesaltes gebracht worden. „Die Namen dieser Frauen finden sich in der Liste des Konvois Nr. 37 wieder, der am 24. September vom Sammellager Drancy aus nach Auschwitz fuhr.“[2]:S. 198

Gilzmer berichtet auch von letztlich erfolglosen Versuchen der Frauen, den Abtransport am 26. August zu verhindern. Sie hätten sich einen „verzweifelten Kampf“ mit dem Bewachungspersonal geliefert, seien aber an der „männlichen Übermacht“ gescheitert.:S. 198 Auch Peschanski berichtet darüber, dass die beiden letzten Abtransporte bei den Zurückgebliebenen einen großen Schock ausgelöst hätten.

„Alle, ob deportiert oder nicht, stimmten beide Male die Marseillaise an. Im Jahr darauf drückte sich eine der prominentesten Politikerinnen des Lagers in einem von der Lagerzensur zurückgehaltenen Brief noch folgendermaßen aus: ‚Ich bin traurig. Sie wissen, dass morgen der 26. August 1943 ist, und Sie wissen, dass dies für uns ein Datum ist, das wir immer in Erinnerung behalten werden.‘“

Die APSICBR spricht insgesamt von vielen politischen Demonstrationen im Lager: Sie seien bei jeder Verlegung von Jüdinnen ausgebrochen, hätten zu Auseinandersetzungen mit den Gendarmen geführt, und neben dem Singen der Marseillaise seien auch Wutschreie gegen Philippe Pétain üblich gewesen. Die Folge solcher Aktionen seien dann Sanktionen gewesen: Zurückhaltung der Post, Besuchsverbote, Isolation der „Schuldigen“ (coupables).
Am 4. Juni 1944 wurde das Frauen-Internierungslager in Brens geschlossen. Die letzten 150 Häftlinge wurden in das Camp de Gurs verlegt.

#### Exkurs: Lageralltag und Kultur
Nach Mechthild Gilzmer lebten die internierten Frauen stets im Bewusstsein einer drohenden Gefahr und zugleich in einem Zustand der Gewöhnung daran. In diesem Spannungsverhältnis gestalteten sie ihren Lageralltag, der „durch ein vielfältiges Angebot von freiwilligen Arbeiten und Aktivitäten strukturiert“ wurde. Die Lagerinsassinnen stellten „Taschen und Schuhe aus Bast her und fabrizierten kunstvolle Knöpfe aus Holz“.:S. 191 Unterstützt wurden sie dabei sowohl von der Lagerleitung als auch von einer Reihe von Hilfsorganisationen (Cimade, Französisches Rotes Kreuz, Secours national, Quäker und Secours catholique Suisse). Insbesondere auf die Unterstützung von Cimade und dem französischen Roten Kreuz ging die Einrichtung einer speziellen Freizzit- und Kulturbaracke im Lager zurück.

„Die Kulturbaracke, das ‚Foyer‘, war täglich geöffnet und bot den Frauen ein breites Spektrum kultureller Aktivitäten, die regen Zuspruch fanden. Eine Theatergruppe und ein Chor wurden ins Leben gerufen, und ab April 1942 fanden alle vierzehn Tage sonntags nachmittags öffentliche Vorführungen statt.“

Auch Sprachkurse wurden im Lager angeboten, die die französische Lehrerin Fernande Valigat auch zur politischen Schulung ihrer Mitinernierten nutzte. Sie wurde deshalb 1943 wegen kommunistischer Propaganda angeklagt, musste jedoch freigesprochen werden.
Außerhalb des offiziell geduldeten und geförderten Kulturprogramms, in dem sich die Vielfalt der im Lager vertretenen Kulturen in den Konzerten, Tänzen oder Rezitationen spiegelte, gab es von den Politischen in eigener Regie gestaltete Veranstaltungen, in denen an Traditionen aus dem Lager Rieucros angeknüpft wurde. Gleichwohl kommt Gilzmer, die sich stärker von dem umfangreicheren Kulturleben in Rieucros beeindruckt zeigt, zu einer eher skeptischen Einschätzung über den Kulturbetrieb in Brens.

„Die Subversivität, die wir für Rieucros festgestellt haben, läßt sich für Brens nicht mehr belegen. Die Dauer der Internierung und die veränderte Zusammensetzung der Lagerklientel in Brens mag dabei ebenso eine Rolle gespielt haben wie die Tatsache, daß das kreative Potential der Frauen sich nun vorrangig in den konformistischen Veranstaltungen der Kulturbaracke
entfaltete.“

In dem letztlich nicht auf die Auseinandersetzung mit der eigenen Lagersituation angelegten Kulturprogramm in Brens sieht Gilzmer den zum Scheitern verurteilten Versuch der Frauen, „sich durch die künstlerische Betätigung einen Schonraum zu schaffen“.:S. 198 Die Frage, ob dies angesichts der drohenden Gefahr, in der sich die Frauen permanent befanden, kein legitimer Versuch war, wurde von Gilzmer nicht thematisiert.

### Phase 4: Nutzung des Lagers nach der Befreiung
Ein halbes Jahr nach der Schließung des Frauen-Internierungslagers wurde das Lager am 20. Dezember 1944 reaktiviert. Nun wurden hier 273 Kollaborateure aus dem Departement Tarn festgesetzt, nach Gilzmer auch Schwarzmarkthändler.:S. 50
Im Juli 1945 wird das Lager wieder zur Unterbringung von Frauen genutzt. Die genauen Gründe, weshalb die 267 Frauen und 118 Kinder hierher gebracht wurden, sind nicht bekannt; ihre Lebensbedingungen seien aber kaum besser gewesen als in den früheren Lagerphasen. In diese Zeit fielen am 19. September und 25. Oktober 1945 auch zwei Inspektion des Lagers durch Quäker aus Toulouse. In deren Bericht ist davon die Rede, dass es sich im Lager um Frauen aus dem Saarland handelte, die zurückgeführt werden sollten. Ein erster Konvoi habe das Lager kurz zuvor bereits verlassen und ein zweiter Transport mit 91 Personen, darunter ca. 6 Kinder, solle folgen. Im Übrigen bestätigt der Bericht die herrschende Mangellage im Lager, berichtet aber auch von dem Engagement zweier französischer Lehrer, Unterricht für die Kinder im Lager zu organisieren. Die eine Lehrerin hatte selber fünf Jahre im Lager Noé verbringen müssen.
Ende 1945 leert sich das Lager allmählich. Am 30. Juni 1946 wurde aus ihm ein Ferienlager der Gewerkschaftsvereinigung des Departements Haute Garonne. Im Januar 1948 wurde das Land, auf dem sich das Lager befand, vom früheren Eigentümer zurückgefordert.

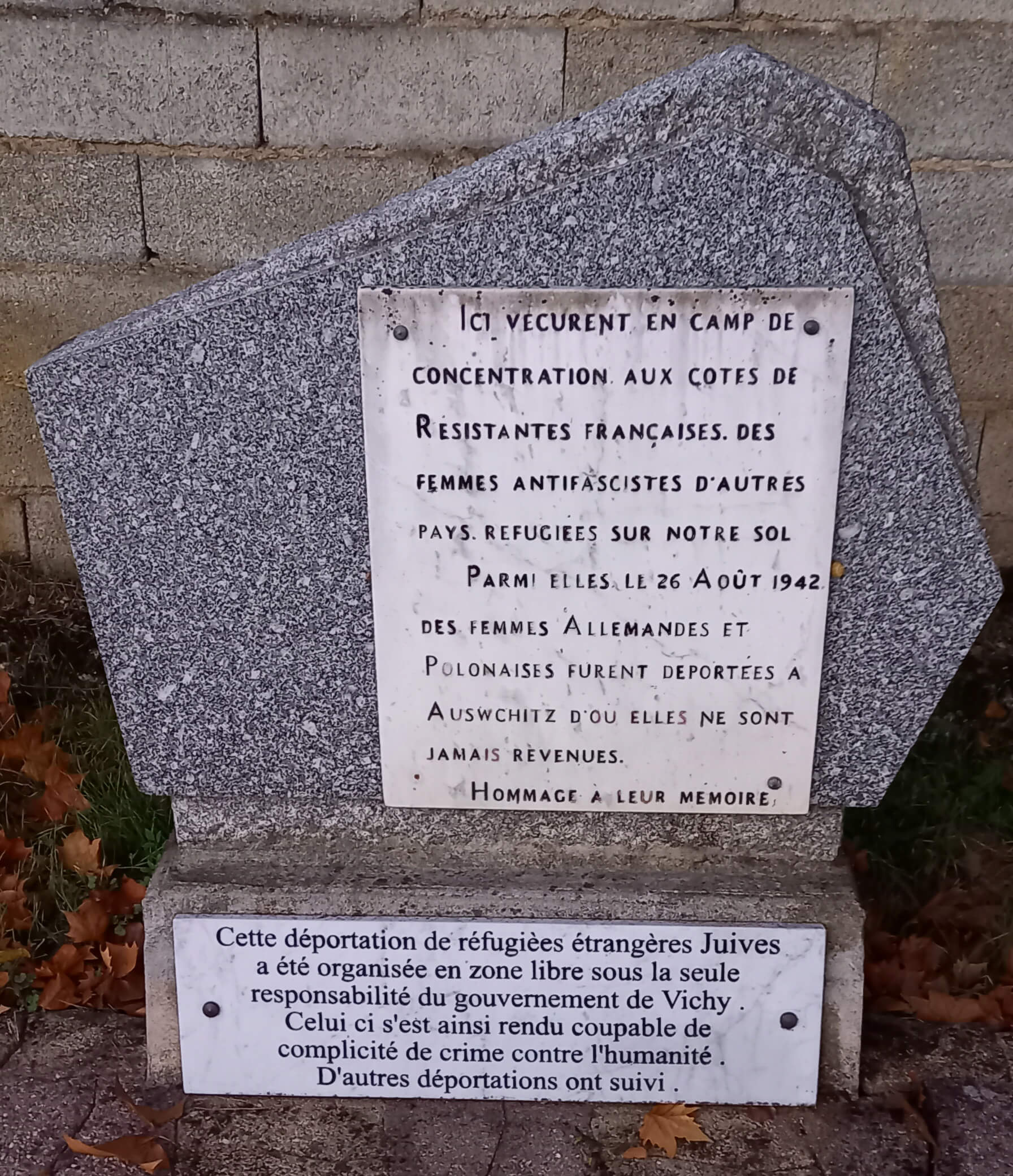
Der Gedenkstein in Brens

## Erinnern und Gedenken
Am 14. September 1969 wurde am Lagergelände an der Route de Lavaur ein Gedenkstein aufgestellt. Dessen Inschrift – die obere Tafel – lautet:

„Ici vécurent en camp de//Concentration aux cotes de//Résistantes Françaises, des//femmes antifascistes d'autres///pays, réfugiées sur notre sol.//Parmi elles, le 26 août 1942,//des femmes allemandes et//polonaises furent déportées à//Auschwitz d'où elles ne sont//jamais revenues.//Hommage à leur mémoire.

Hier im Konzentrationslager//lebten an der Seite//französischer Widerstandskämpferinnen//antifaschistische Frauen aus anderen Ländern,//die auf unseren Boden geflohen waren.//Aus ihrer Mitte wurden//am 26. August 1942 deutsche//und polnische Frauen nach//Auschwitz deportiert, von wo sie//nie wieder zurückkehrten.//Ehre ihrem Andenken.“

Am 15. August 2015 wurde unterhalb der Gedenktafel eine weitere angebracht, da die alte aus dem Jahr 1969 nicht erwähnte, dass die Opfer alle Juden waren, und nicht auf die Verantwortung des Vichy-Regimes hinwies. Der Text der neuen Tafel lautet:

„Cette déportation de réfugièes étrangèrs Juives a été organisée en zone libre sous la seule responsabilité du gouvernement de Vichy. Celui ci s'est ainsi rendu coupable de complicité de crime contre l'humanité. D'autres déportations ont suive.

Diese Deportation ausländischer jüdischer Flüchtlinge wurde in der freien Zone unter der alleinigen Verantwortung der Vichy-Regierung organisiert. Die Vichy-Regierung hat sich damit der Beihilfe zu einem Verbrechen gegen die Menschlichkeit schuldig gemacht. Weitere Deportationen folgten.“

Am 12. März 2006 wurde zu Ehren von Dora Schaul in Brens die Route Dora Schaul eingeweiht, nach der in Mende auch die Impasse Dora Schaul benannt ist. (Lage) Am 19. August 2018 wurde eine weitere Straße in der Nähe des Lagers nach einer ehemals dort internierten Widerstandskämpferin benannt. Diesmal galt die Ehre Angelita Bettini del Rio, die am 5. November 1940 in Toulouse beim Verteilen von Flugblättern verhaftet worden war. Darauf folgten vier Jahre Internierung in Récébédou, Rieucros, Brens und Gurs. Später war sie neunzehn Jahre lang Vorsitzende der APSICBR. Dora Schaul und Angelita Bettini del Rio traten auch als Zeitzeuginnen in dem 1994 gedrehten Dokumentarfilm Camps de femmes auf, der sich vor allem mit den beiden Lagern Rieucros und Brens befasste.
Bei einer Gedenkveranstaltung am 16. August 2020 in Gaillac wurde nach langen Recherchen zum ersten Mal eine Liste mit den Namen von 55 Frauen und jungen Mädchen öffentlich gemacht, die aus dem Lager in Brens über das Sammellager Drancy nach Auschwitz deportiert wurden. Die Arbeitsgruppe, die diese Liste erarbeitete, geht davon aus, dass etwas mehr als 80 jüdische Frauen aus dem Lager Brens deportiert wurden.
Auf dem ehemaligen Lagergelände befinden sich immer noch Baracken aus der Zeit des Internierungslagers. Versuche, deren Verfall zu stoppen und sie als Erinnerungsorte zu revitalisieren, blieben – Stand August 2018 – bislang erfolglos.
Im Rahmen einer Ausstellung über das Lager wurde im Juli 2022 ein maßstabgerechtes Modell des Lagers gezeigt. Ein historischer Lagerplan wird auch in dem Film Tarn: le travail de mémoire de lycéennes sur l'histoire oubliée du camp de Brens auf France 3gezeigt.
Das Internierungslager Brens ist eines der wenigen französischen Lager, das im Haftstättenverzeichnis der Stiftung „Erinnerung, Verantwortung und Zukunft“ aufgeführt wird.